# Orano
Die Orano-Gruppe mit Sitz in Paris ist ein französischer Industriekonzern, der auf dem Gebiet der Herstellung und des Verkaufs von Nukleartechnikanlagen und -brennstoff tätig ist und aus der ehemals börsennotierten Areva-Gruppe hervorgegangen ist. Der Konzern ist mehrheitlich im Besitz des französischen Staates.
Aufgrund hoher Verluste bei verschiedenen Projekten wurde die ehemalige Areva-Gruppe ab 2017 grundlegend restrukturiert und durch den französischen Staat mit EUR 2,5 Mrd. rekapitalisiert; dabei übernahm zum Jahreswechsel 2017/18 EdF 75,5 % des bisherigen Reaktorgeschäfts, das unter dem Namen Areva NP zuvor ausgelagert worden war und das seitdem unter dem historischen Namen Framatome firmiert.
Das verbleibende Kerngeschäft wurde auf eine neue Gesellschaft übertragen, die seit Januar 2018 den Namen Orano trägt. Restaktivitäten im Bereich des Reaktorbaus, wie beispielsweise der von Kostenüberschreitungen und Verzögerungen betroffene Bau des Reaktors EPR Olkiluoto III, verbleiben bei der Altgesellschaft Areva. Areva ist für die Abwicklungen verbleibender Altprojekte verantwortlich.
Die verbleibenden freien Aktionäre von Areva wurden im August 2017 per Squeeze-out zwangsweise ausgekauft und die Börsennotierung wurde eingestellt.

## Geschichte

### Gründung als Areva
Areva entstand 2001 durch die Fusion der staatlichen CEA-Industrie, Cogema, Framatome ANP und FCI; sie wurde am 30. November 2000 öffentlich gemacht. Den Namen Areva wählte die damalige Präsidentin, Anne Lauvergeon, zufällig aus einer Liste spanischer Klöster.
Cogema betrieb die Wiederaufarbeitungsanlage La Hague (F) und war in der Nuklearbrennstoffkette in den Bereichen Herstellung, Transport, Wiederaufarbeitung und Entsorgung tätig; sie besaß zudem Anteile an Goldbergwerken in Australien und der Elfenbeinküste.

### Übernahmen und Kooperationen
Ein Konsortium von Areva und Siemens erhielt Ende 2003 von dem finnischen Unternehmen TVO den Auftrag, einen neuen Block 3 des Kernkraftwerk Olkiluoto zu bauen. Für Areva war bzw. ist es der erste Auftrag, einen Druckwasser-Kernreaktor des Typs EPR zu bauen. Für den schlüsselfertigen Bau wurde ein Festpreis von etwa 3 Milliarden Euro vereinbart.
Im Frühjahr 2011 stieg Siemens aus der Zusammenarbeit mit Areva aus.
TVO und Areva entschlossen sich im August 2011 zu einem Schiedsverfahren, um einen neuen Zeitplan für das zu etwa 80 % fertiggestellte Vorhaben aufzustellen. Kurz darauf wurde die Kostenprognose von 5,7 auf 6,6 Milliarden Euro erhöht. Areva hatte zuvor schon 2,7 Milliarden Euro Verlust erzielt; basierend auf der neuen Kostenschätzung mussten weitere etwa 900 Millionen Euro abgeschrieben werden.
Areva und Siemens führten (2011) einen Rechtsstreit um finanzielle Folgen der Trennung sowie um durch die Verzögerung entstandene Kosten.
2014 schrieb Areva weitere 720 Millionen Euro für den EPR Olkiluoto ab.
Im Zuge einer Fokussierung auf das Nukleargeschäft wurde am 3. November 2005 der Verkauf der Tochtergesellschaft FCI an den Finanzinvestor Bain Capital bekanntgegeben.
Ab September 2005 erwarb Areva (nach eigenen Angaben zur Stärkung ihres Angebotes im Bereich der CO2-freien Energieerzeugung) 21 % der Anteile am Windenergieanlagen-Hersteller REpower Systems und versuchte ab Januar 2007 bei einem Anteil von 30,14 %, durch ein Übernahmeangebot in den Besitz von mindestens 50 % der Aktien des Windenergieanlagen-Herstellers zu kommen. Dies scheiterte wegen höherer Gegenangebote der indischen Suzlon-Gruppe, und es kam zunächst zu einer Kooperationsvereinbarung: Areva behielt seine Anteile und unterstützte REpower weiterhin und wurde im Gegenzug zu dessen bevorzugtem Anbieter im Bereich Stromverteilung und -übertragung.
Im Juni 2008 verkaufte Areva seine REpower-Anteile aber an Suzlon. Im Jahr 2010 konnte Areva stattdessen den deutschen Windenergieanlagen-Hersteller Multibrid vollständig erwerben und gliederte diesen als 'Areva Wind' in seine Konzernstruktur ein. Im März 2015 wurden die Windenergie-Aktivitäten von Areva in einem neuen Tochterunternehmen Adwen, einem 50:50-Joint-Venture mit Gamesa, neu geordnet, das ebenso wie Gamesa in Zamudio (Spanien) registriert ist. Nach einer Entscheidung des Verwaltungsrates, die im September 2016 bekannt wurde, beabsichtigt Areva den Verkauf seiner Adwen-Anteile an Gamesa. Damit steigt Areva aus dem Windkraftgeschäft aus.

### Krise
Durch die Nuklearkatastrophe von Fukushima (seit März 2011) geriet die Atombranche in eine schwere Krise. Die Areva-Chefin Lauvergeon wurde im Juni 2011 abgelöst.
Die französische Regierung teilte mit, dass der Bergbauingenieur Luc Oursel an ihre Stelle treten solle, obwohl Gewerkschaftsvertreter und Abgeordnete sich intensiv für eine dritte Amtszeit der über Jahre erfolgreichen Physikerin und Managerin einsetzten. Als Hintergrund wurde ein Konflikt zwischen Frau Lauvergeon und dem EdF-Direktor (Électricité de France, französischer Staats-Energiekonzern) Henri Proglio, im Jahre 2010 vermutet, in dem sie eine Zerschlagung von Areva und die Übernahme der Führung über die französische Atomwirtschaft durch EdF verhindert hatte.
Im Herbst 2011 wurden drastische Sparpläne von Areva bekannt: man wolle
an dreien seiner Standorte in Deutschland (Lingen (Ems), Offenbach, Erlangen) 800 Arbeitsplätze streichen, eine Fabrik in Dessel (Belgien) schließen sowie den Bau einer Brennelemente-Anreicherungs-Fabrik in Eagle Rock (USA) sowie Projekte zur Urangewinnung in Niger und Namibia verschieben bzw. aufgeben. Im Oktober 2011 erklärte der bisherige Deutschland-Chef Ulrich Gräber seinen Rücktritt. Die Fabrik in Dessel wurde (Stand Ende 2016) nicht geschlossen.
Ende 2014 gab Areva bekannt, dass der Konzern Verluste schrieb; die Gewinnprognose für 2015 und 2016 wurde zurückgenommen. Daraufhin brach der Aktienkurs um 20 % ein. Hintergrund waren Verzögerungen beim Neubau der Kernkraftwerke Olkiluoto und Flamanville, deren Bauzeiten um einige Jahre länger als geplant und deren Baukosten dreimal so hoch (jeweils ca. 9 Mrd. Euro statt etwa 3 Mrd. Euro) waren. Zudem waren durch die weltweite Krise der Kernenergiebranche, die Nuklearkatastrophe von Fukushima und den Atomausstieg Neuaufträge eingebrochen; ein neues Kraftwerksprojekt war zuletzt sieben Jahre zuvor vereinbart worden. Um den Konzern vor der Insolvenz zu bewahren, sollte der französische Staat weitere Anteile in Höhe von 2 Mrd. Euro übernehmen, zudem sollen defizitäre Teilbereiche des Konzerns ausgelagert werden.
Im Frühjahr 2015 wurde bekanntgegeben, dass der Standort Offenbach bis Mitte 2016 geschlossen wird und die Arbeitsplätze nach Erlangen und Karlstein verlagert werden. Im Juni 2016 war die Verlagerung abgeschlossen.

### Restrukturierung und Aufspaltung von Areva

Ehemaliges Logo von Areva

Am 1. März 2017 gab Areva Zahlen der Bilanz 2016 bekannt (u. a. Verluste von 665 Mio. / 932 Mio. Euro); man wolle im zweiten Quartal 2017 mit EdF ein protocole d’accord (etwa: Rahmenvereinbarung) unterzeichnen zur Abtretung von New NP an EdF. Der Areva-Konzern wurde 2017 schließlich in drei Teile aufgespaltet: New Areva, seit Januar 2018 Orano mit dem Geschäftsbereich Uranminen und Brennstoffzyklen; Areva NP, seit Anfang 2018 wieder unter dem alten Namen Framatome, als hundertprozentige Tochter von EdF mit der Zuständigkeit für Reaktoren und deren Versorgung mit Brennmaterial und der Restkonzern Areva SA, der die finanziellen Lasten aus vergangenen Projekten tragen und abwickeln soll. Im Rahmen der Restrukturierung wurde im Juli 2017 eine Kapitalerhöhung von Orano von EUR 2,5 Mrd. durch den französischen Staat gezeichnet; dies wurde im Januar durch eine weitere Kapitalerhöhung von EUR 500 Mio. ergänzt, die von Japan Nuclear Fuel Limited (JNFL) und von Mitsubishi Heavy Industries (MHI) gezeichnet wurden. MHI und JNFL halten jeweils 5 % von Orano.

## Geschäftsfelder von Orano

### Uranbergbau
Die Exploration sowie der Abbau von Uranerz, dessen Verarbeitung zu Uranoxid und anderen Produkten sowie die Rekultivierung der Abbaufelder.

### „Front End“ (Anfang der Herstellungskette)
Uranchemie, Anreicherung (so im Urankonversionswerk Malvési und mit der Fa. Eurodif in der Nuklearanlage Tricastin)

### „Back End“
Brennstoffaufarbeitung, -anreicherung, Logistik, Rückbau

#### Wiederaufbereitung von Nuklearmaterial
Aus der von Areva betriebenen Wiederaufarbeitungsanlage La Hague werden über ein viereinhalb Kilometer langes Rohr täglich 400 Kubikmeter radioaktives Abwasser genehmigt in den Ärmelkanal eingeleitet.

#### Transport, Lagerung radioaktiven Mülls
Die deutsche Tochtergesellschaft Orano NCS GmbH führte die Transporte von der französischen Aufbereitungsanlage für radioaktive Stoffe La Hague in das deutsche Zwischenlager am Standort Gorleben durch. Im Auftrag der Électricité de France transportiert Areva seit Mitte der 1990er-Jahre jährlich 108 Tonnen abgereichertes Uran aus Frankreich nach Sibirien. Insgesamt lagern etwa 13 Prozent der französischen Atomabfälle in der für die Öffentlichkeit unzugänglichen sibirischen Stadt Sewersk in Containern unter freiem Himmel.

### „Corporate & other operations“

#### Areva Med
Areva Med konzentriert sich auf die Entwicklung von Therapien zur Bekämpfung von Krebs.

#### Bioenergie
Arevas Angebot an Biomasse-Anlagen reicht von 5 MW bis 50 MW elektrischer Leistung. Bei Anwendung von Kraft-Wärme-Kopplung wird eine thermische/elektrische Leistungsabgabe bis zu 200 MW erreicht. Zur Energiespeicherung mittels Wasserstoff werden integrierte Systeme angeboten, welche aus Strom Wasserstoff produzieren, speichern sowie über eine Brennstoffzelle in Strom zurück wandeln.
Geplant ist die Stilllegung des Bioenergiegeschäfts nach Abschluss laufender Projekte.

### Aktivitäten des Areva-Konzerns, die im Rahmen der Restrukturierung ausgelagert wurden

#### Framatome (vormals Areva NP)
Am 22. Dezember 2017 kündigten Areva und EDF an, dass EDF zum 1. Januar 2018 75,5 % von Areva NP von Areva bei einer Bewertung von EUR 2,47 Mrd. erwerben werde; zeitgleich erwarben Mitsubishi Heavy Industries und Assystem jeweils 19,5 % und 5 % des Kapitals.
Ein  Teilbereich der ehemaligen Areva NP verbleibt bei Areva (die Verträge für das EPR Olkiluoto 3-Projekt und die für die Durchführung des Projekts erforderlichen Ressourcen sowie bestimmte Verträge über Komponenten, die im Werk Le Creusot geschmiedet wurden).

##### EPR in Olkiluoto
Die Verträge für das EPR Olkiluoto 3-Projekt und die für die Durchführung des Projekts erforderlichen Ressourcen sowie bestimmte Verträge über Komponenten, die im Werk Le Creusot geschmiedet wurden, bleiben innerhalb der Areva NP im Bereich der Areva SA.
Der Bau des EPR in Olkiluoto ist von Problemen begleitet: Der schlüsselfertig vereinbarte Bau wird mindestens 2,3 Milliarden Euro teurer als geplant und die Fertigstellung verzögert sich um mindestens drei Jahre. Areva macht hierfür Auflagen der Aufsichtsbehörde bzw. Anforderungen des Auftraggebers verantwortlich, Rechtsstreitigkeiten sind anhängig.

##### Reaktoren, Dienstleistungen und die Herstellung von Brennelementen
Konstruktion und Herstellung von Reaktoren, Kraftwerken und Ausrüstungen, Modernisierung, Prüfung, Wartung, Herstellung von Brennelementen
Areva ist durch ihr Tochterunternehmen Technicatome im Zuliefergeschäft für Kernkraftwerke sowie in den Bereichen Steuerungs-, Regel-, Mess- und Sicherheitseinrichtungen und dem Bau von nuklear angetriebenen Wasserfahrzeugen engagiert. Mit der Übernahme eines Teils des Kernkraftgeschäftes von Siemens wurde Areva zum größten integrierten Lieferanten für Kernkrafttechnik und -dienstleistungen. Die französische Regierung plante zweimal, das Unternehmen zu privatisieren. Das Vorhaben wurde aber beide Male zurückgezogen.
Der Konzern bot zwei verschiedene Reaktortypen an: Den Druckwasserreaktor EPR (Europäischer Druckwasserreaktor) und den Siedewasserreaktor KERENA. Im Februar 2011 befanden sich vier EPR in Bau (in den Kraftwerken Olkiluoto und Flamanville, zwei Blöcke in Taishan), für KERENA waren keine Bauaufträge eingegangen.

##### Inspektion und Wartung
Areva NDE Solutions (IntelligeNDT) untersucht und wartet Kraftwerke im Betrieb. Nach der Nuklearkatastrophe von Fukushima wurden Experten und Ausrüstung der Areva einbezogen, ein Hilfsangebot der damaligen französischen Regierung war am Tag nach Beginn der Katastrophe eingegangen.

#### Areva TA
Der Geschäftsbereich Areva TA (frz. activité Propulsion et Réacteurs de recherche)
entwirft, produziert und unterhält Schiffsantriebs-Kernreaktoren.

## Internationale Präsenz

### Europa

#### Deutschland
Arevas Atompartner war der Siemens-Konzern, mit dem seit 2002 beim Bau von Kernkraftwerken im Gemeinschaftsunternehmen Areva NP zusammengearbeitet wurde. Den vorzeitigen Ausstieg aus einem Vertrag und das vorgesehene Geschäft mit dem russischen Konzern Rosatom wollte Areva nicht hinnehmen, daher verklagte Areva die Siemens wegen Vertragsbruches. Das Urteil des daraufhin angerufenen Schiedsgerichts der Internationalen Handelskammer lautete darauf, dass der Konzern über 700 Mio. Euro (648 Mio. Euro plus Zinsen) an Areva überweisen musste. Der Vorwurf an Siemens lautete auf Verletzung der Verträge des Joint Ventures und des darin enthaltenen Wettbewerbsverbots.

### Asien

#### Indien
Im indischen Jaitapur wollen (Stand 2019) Electricité de France (EDF) und GE Power als Teil der General Electric Company für die Nuclear Power Corporation of India, Ltd. (NPCIL) in einem Erdbebengebiet das weltgrößte KKW (Kernkraftwerk Jaitapur) bauen. Projekt-Gegner werden schikaniert und verfolgt. Im Hinterland von Jaitapur im Bundesstaat Maharashtra, innerhalb eines „Biodiversitätszentrums“, das zu den zehn wichtigsten der Welt zähle, sollen sechs 1650-Megawatt-Reaktoren von Areva stehen. Dies bedeute die Entwurzelung von ca. 40.000 Menschen, deren Lebensunterhalt auf Ressourcen des Ökosystems beruhe: Reis, Hirse, Linsen, Gemüse, Kräuter, Fische und Früchte. Die Regierung des Bundesstaats Maharashtra fördert das Projekt. Ministerpräsident Prithviraj Chavan war einst als Staatsminister in Indiens Zentralregierung für Nukleartechnologie zuständig. Er ist Teil der Atomenergiekommission Indiens, die auch die politische Aufsichtsinstanz der NPC ist.
Am 27. Februar 2011 reiste Chavan nach Jaitapur, um auf einer öffentlichen Versammlung die Vorzüge des Projekts anzupreisen. Kurz nach Chavans Besuch habe die Polizei 22 Aktivisten verhaftet, denen Straftaten bis hin zu versuchtem Mord angelastet würden. Le Monde diplomatique berichtet von friedlichen Protesten; die Festnahmen sollten Aktivisten einschüchtern und durch langwierige juristische Prozeduren von ihrer regulären Arbeit abhalten. Die Zeitung berichtete, dass mehr als 95 % der Leute, deren Land die Regierung mit Hilfe des aus der Kolonialzeit stammenden Enteignungsgesetzes übernommen hat, die angebotene Entschädigung ablehnten. Von denen, die das Geld annahmen, wohnten die meisten nicht in der Gegend.
Jaitapur liegt in einer seismologisch kritischen Zone der Kategorie IV. Hier sind Erdbeben bis Stärke 7 auf der Richterskala möglich. „Allein in den letzten 20 Jahren wurde die Region von drei Erdbeben der Stärke 5 und darüber erschüttert“, schreibt Greenpeace. „1993 gab es hier ein Erdbeben der Stärke 6,3, bei dem etwa 9000 Menschen ums Leben kamen. Und 2009 stürzte bei einem Erdbeben die Brücke vor Jaitapur ein. Diese Umstände wurden bei der Standortwahl überhaupt nicht berücksichtigt.“ Die Times of India berichtete, dass in dem Gebiet um Jaitapur zwischen den Jahren 1985 und 2005 92-mal die Erde bebte. Das stärkste Beben im Jahr 1993 erreichte 6,2 auf der Richterskala.
Bei einer Demonstration gegen das Bauvorhaben wurde ein Demonstrant erschossen. Der Innenminister des Bundesstaats Maharashtra, R.R. Patil, sagte vor dem Regionalparlament, der Mann wurde getötet, als 600 bis 700 Demonstranten eine örtliche Polizeiwache gestürmt hätten. Die Menge habe die Wache geplündert und Polizeifahrzeuge in Brand gesteckt. Da sie sich trotz Schüssen in die Luft nicht zerstreute, seien die Beamten gezwungen gewesen, mit scharfer Munition in die Menge zu feuern.

#### Japan
Wie die Frankfurter Rundschau berichtet, hat Areva eine vorgesehene Lieferung von Kernbrennstoff in den havarierten japanischen Atommeiler Fukushima verschoben. Die Chefin des französischen Unternehmens, Anne Lauvergeon, begründete dies mit der Katastrophe in Japan. Wie schon 2010 hätte Areva im April eine Ladung MOX-Brennelemente per Schiff an den dortigen Betreiber Tepco schicken sollen. Das Gemisch aus Plutonium und Uran kam zu dieser Zeit in 21 französischen und zehn deutschen Kernreaktoren, aber auch in Japan zum Einsatz. Es ist energiereicher als normaler Kernbrennstoff, setzt jedoch bei einem Unfall mehr radioaktive Stoffe frei und verlangt wegen der großen Hitzeentfaltung mehr Kühlwasser. Das Japan-Geschäft beträgt sieben Prozent des Umsatzes von insgesamt 11 Milliarden Euro (Stand 2011).

### Afrika

#### Südliches Afrika
Areva erkundet und betreibt Uranabbau in Namibia und Südafrika. Der Hauptsitz für das südliche Afrika wurde Anfang 2011 von Johannesburg nach Swakopmund verlagert.

#### Niger
Im Norden des westafrikanischen Niger, dem ärmsten Land der Welt nach der Armutsskala der Vereinten Nationen, fördern Areva NC (Areva Niger) und ihre Tochtergesellschaften COMINAK und SOMAÏR seit 1968 mehr als 100.000 Tonnen Uran. Der Konzern ist der größte Arbeitgeber im Land, der Urantagebau der größte weltweit. Rund um die Städte Arlit und Akokan sollen sich mittlerweile ca. 35 Mio. Tonnen Abraum türmen, jährlich sollen einige 100.000 nach Angaben Arevas unbedenkliche Tonnen hinzukommen. Kritiker werfen Areva vor, bei der Urangewinnung in Arlit die Gesundheit der Bergarbeiter zu gefährden und die Umgebung radioaktiv zu kontaminieren und zu belasten.
Der Tuareg Almoustapha Alhacen gründete im Jahr 2001 die Organisation Aghirin Man (dt. Schutz der Seele), als er merkte, dass viele Arbeiter in den Urantagebauen an rätselhaften Krankheiten starben. Vom Areva-eigenen Krankenhaus vor Ort wurden u. a. AIDS oder Tuberkulose diagnostiziert, jedoch niemals betriebs- oder berufsbedingte Krebserkrankungen. Krebs wurde nur bei Patienten diagnostiziert, die nicht im Tagebau arbeiteten. Im Jahr 2009 jedoch starb der Franzose Serge Venel nach der Diagnose eines französischen Arztes an Lungenkrebs. Er hatte sieben Jahre in der Grube gearbeitet.
In einem Fragebogen gaben die meisten ehemaligen Arbeiter an, bei der Arbeit Hemd und Shorts getragen zu haben. Es gab keine Schutzhandschuhe oder etwa ein Dosimeter.
2003 stattete ein Kernphysiker des französischen Strahlenforschungsinstitutes CRIIRAD dem Land erstmals einen Besuch ab: er fand  auf den lokalen Märkten radioaktiv verseuchtes Altmetall sowie zum Teil erheblich radioaktiv belastetes Trinkwasser vor.
Im November 2009 nahmen Mitarbeiter von Greenpeace Proben nahe den Urantagebauen: Eine Sandprobe aus der Nähe des Tagebaus Akokan enthielt 100-mal mehr radioaktive Stoffe als normaler Sand. In den Straßen von Akokan war die Strahlung 500-mal höher als normal. Von fünf Wasserproben lagen vier über den Richtwerten der Weltgesundheitsorganisation für Uran. Diesen Messungen steht die Aussage von Areva gegenüber, wonach die jährliche Strahlendosis für die Einwohner geringer als bei einer Brust-Röntgenaufnahme sei.
Weil die wahren Gesundheitszustände der Bergarbeiter verschwiegen werden und die Bevölkerung zu wenig über die Gesundheitsrisiken aufgeklärt wird, wurde Areva 2008 der Negativpreis Public Eye Award gleich zweifach verliehen: in den Kategorien „People“ (Internetwahl) und „Global“. Areva weist einige der Vorwürfe zurück.
Die Uranförderung sorgt daneben für politische Probleme im Niger: Im Norden leben die Tuareg, im Süden die Haussa. Das Geld, das Areva an den Staat zahlt, bleibt in der Hauptstadt im Süden. Bei den Tuareg im Norden, wo das Uran abgebaut wird, kommt nichts an. Im Norden besteht darüber hinaus die Gefahr des Uranschmuggels durch Rebellen.
Das einzige, ca. 30 Jahre alte, staatliche Steinkohlekraftwerk Nigers SONICHAR liefert 85 % seiner fossilen Energie für die Produktion des so genannten Yellow Cake (Urankuchen): je nach Urangehalt müssen zur Gewinnung von 800 g Uran über 1 t Gestein bearbeitet werden. Das Wasser zur Kühlung, Schmierung, zur Bindung des uranhaltigen, radioaktiven Staubes usw. wird aus fossilen Wasservorkommen gefördert.
Der ehemalige Präsident Nigers Mamadou Tandja drohte einmal, das Uran des Landes an den Iran zu verkaufen; dabei ist der Verkauf des Rohstoffs für das Land selbst aufgrund der hohen Förderkosten eher ein Verlust bringendes Geschäft: Gewinn wirft vor allem das Ergebnis der Weiterverarbeitung und die Einbindung des aufgrund der überhöhten Nachfrage immer teurer werdenden Endprodukts in die Wertschöpfungskette ab: so beträgt der Gewinn der Fa. Areva im 1. Halbjahr 2010 das fünfeinhalbfache der Einnahmen des Staates Niger im ganzen Jahr 2009 (ohne Entwicklungshilfe).
Entsprechend will Areva angesichts des sich verändernden Kosten-Nutzen-Verhältnisses 2013 den Tagebau Imouraren in Betrieb nehmen.
Abgeschiedenheit und Uranbergbau machen die Region interessant für islamistische Terroristen. Am 16. September 2010 wurden in Arlit fünf für Areva tätige Franzosen sowie ein Togolese und ein Madagasse mutmaßlich von Al-Qaida im Maghreb entführt. Am 30. Oktober 2013 kamen die vier Franzosen frei und konnten nach Frankreich zurückkehren.
Laut einem Bericht vom Dezember 2013 deckt Areva den gewaltigen Wasserbedarf für den Uranabbau aus dem Grundwasser und leitet die kontaminierten Abwässer anschließend einfach in nahegelegene Seen und Flüsse ab. Einem Greenpeace-Bericht zufolge lag der Strahlenwert bei vier von fünf getesteten Wasserproben über der von der Weltgesundheitsbehörde WHO empfohlenen Höchstdosis für Trinkwasser.

## Ehemalige Geschäftsfelder der Areva-Gruppe

### Stromübertragung und Verteilung
Bis 2010 gehörte auch ein Bereich T&D (Transmission and Distribution, dt. Übertragung und Verteilung) zur Areva-Gruppe, so dass die Kette von Angeboten von der Stromerzeugung bis zum Endverbraucher geschlossen war. Im Bereich T&D arbeiteten weltweit 22.000 Personen. Er musste auf Betreiben der französischen Regierung verkauft werden. Die Unternehmen Alstom und Schneider Electric erwarben gemeinsam die Areva T&D. Alstom übernahm anschließend die ca. 2/3 des Kaufs umfassende Sparte Energieübertragung als Bereich Alstom Grid, Schneider Electric die Sparte Energieverteilung zunächst noch unter dem Namen Areva D.

### Windenergie

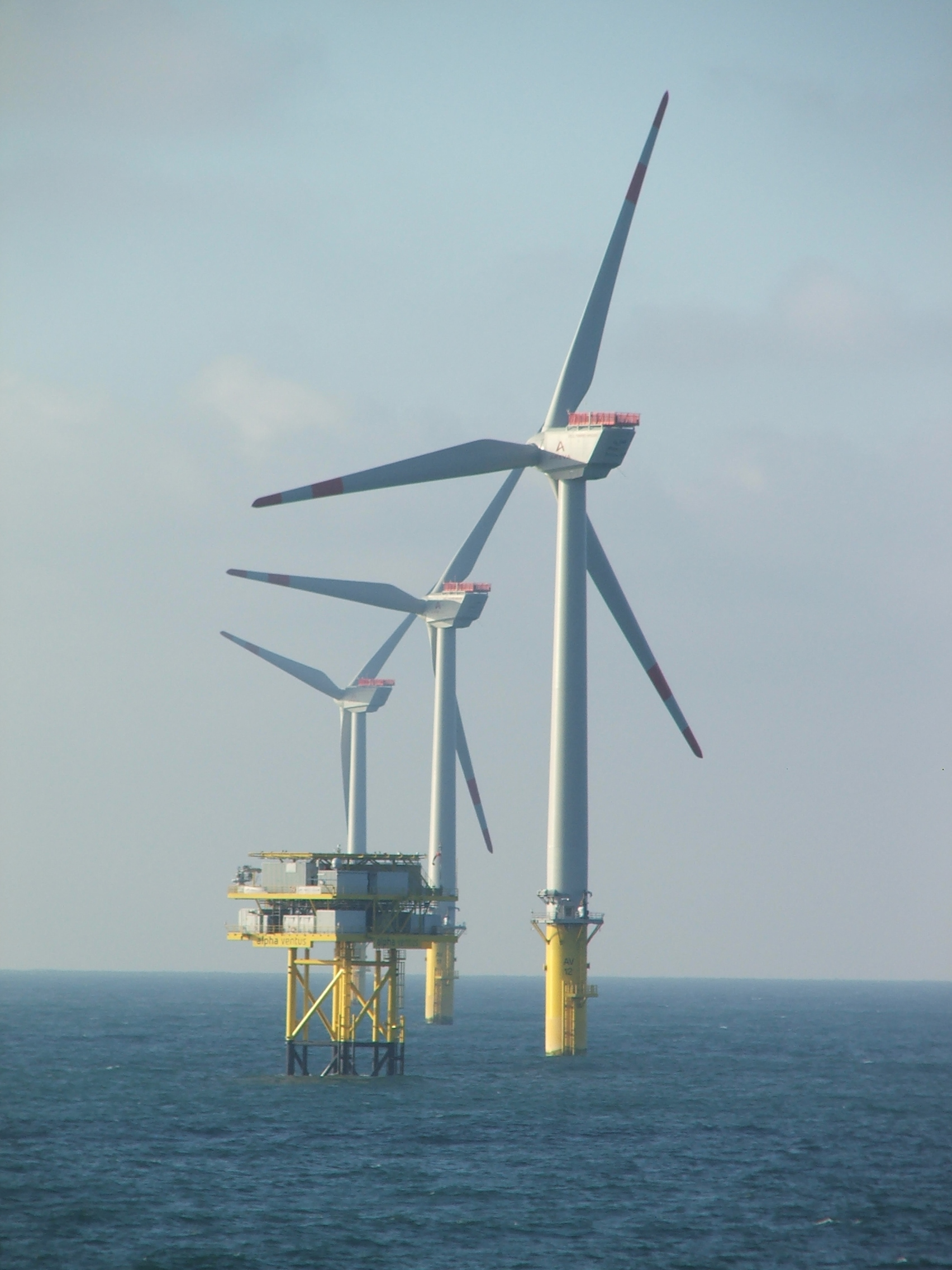
Areva M5000 in alpha ventus

2007 übernahm Areva 51 % der Geschäftsanteile des deutschen Offshore-Windenergieanlagenherstellers MULTIBRID GmbH mit Sitz in Bremerhaven von Prokon Nord Energiesysteme. 2009 folgte die Übernahme des zugehörigen Rotorblattherstellers PN Rotor GmbH aus Stade. 2010 übernahm Areva die übrigen 49 % an MULTIBRID. Die Unternehmen wurden in AREVA Wind GmbH und AREVA Blades GmbH umfirmiert. Am 9. März 2015 wurde die Zusammenarbeit von Areva und dem spanischen Windenergieanlagenhersteller Gamesa im Offshore-Bereich bekannt. Die Offshore-Windenergieanlagen beider Unternehmen wurden seitdem unter der Firma Adwen GmbH angeboten und der Rotorblattzulieferer in Adwen Blades GmbH umbenannt. Im November 2013 kündigte Areva die Entwicklung einer 8-MW-Anlage mit einem Rotordurchmesser von 180 Metern an. Die Serienfertigung dieser Anlage (Adwen AD 8-180) wurde für 2018 avisiert. Nach der Fusion von Gamesa mit Siemens Wind Power zu Siemens Gamesa wurde die Adwen-Plattform 2017 zugunsten der Siemens-Technologie aufgegeben.
Offshore-Windparks mit AREVA Wind-Technologie:
- Offshore-Windpark alpha ventus 6 × Multibrid M5000
- Offshore-Windpark Global Tech I 80 × Multibrid M5000
- Trianel Windpark Borkum 40 × Adwen AD 5-116
- Offshore-Windpark Wikinger 70 × Adwen AD 5-135

Die M5000 wurde 2012 als „Windkraftanlage des Jahres“ in der Kategorie „Offshore“ ausgezeichnet.
Mit Verkauf des Adwen-Anteils stieg Areva aus dem Windenergie-Geschäft 2016 aus.

### Nukleare Messtechnik
Am 1. Juli 2016 verkaufte Areva den nuklearen Messtechnik-Spezialisten Canberra an Mirion Technologies, eine Tochtergesellschaft von Charterhouse Capital Partners.

### Solarthermie
Areva kaufte 2010 ein Solarthermie-Unternehmen namens 'Ausra'. Dieses machte hohe Verluste (ähnlich wie das 2009 von Siemens gekaufte Unternehmen 'Solel'). Im August 2014 wurde bekannt, Areva wolle diesen Geschäftsbereich schließen.